# Lori Sandri
Lori Sandri (29. januar 1949 - 3. oktober 2014) var en brasiliansk fodboldspiller og træner.